# Phyllocnistis signata
Phyllocnistis signata là một loài bướm đêm thuộc họ Gracillariidae, known from Tamil Nadu, Ấn Độ. Nó được miêu tả bởi E. Meyrick năm 1915.